# Бывальское
Бывальское — деревня в Рославльском районе Смоленской области России. Входит в состав Астапковичского сельского поселения. Население — 136 жителей (2007 год). 
Расположена в южной части области в 7 км к юго-западу от Рославля, в 0,1 км южнее автодороги А101 Москва — Варшава («Старая Польская» или «Варшавка»), на берегу реки Рыдыга. В 3 км северо-восточнее деревни расположена железнодорожная станция Астапковичи на линии Рославль — Кричев. 

## История
В годы Великой Отечественной войны деревня была оккупирована гитлеровскими войсками в августе 1941 года, освобождена в сентябре 1943 года.